# Vinko Katalinić
Vinko (Vicko) Katalinić (Split, 1857. – Split, 15. svibnja 1917.), hrvatski poduzetnik, političar i splitski načelnik (1911. – 1912. i 1913. – 1914.).
Rodio se u Splitu u obitelji Katalinić koja potječe iz Trogira. Otac mu je bio poduzetnik Anđeo Katalinić (1834. – 1896.), a majka Ivanica Cerineo. Školovao se u splitskoj realci, dvije godine u trgovačkoj školi u Ljubljani, a zatim u Beču na akademiji.
Ženio se dva puta, drugi put se vjenčao 1893. godine s Jelisavetom Bajazetov s kojom je imao sina i kćer. Nastavio je trgovačke poslove oca i strica Petra, a neko vrijeme bio je zastupni društva Assicurazioni generali iz Trsta, potkonzul kraljevine Grčke, predsjednik mjesne podružnice Ljubljanske banke i predsjednik Hrvatske radničke zadruge.
Suosnivač je Hrvatskog sokola u Splitu. 1893. godine osnovali su ga uz Katalinića dr. Ivan Mangjer, Mate Jankov, dr. Eduard Grgić, Filip Muljačić, dr. Vicko Mihaljević i Petar Stalio.
Od rane mladosti pristao je uz narodni pokret pa je aktivno sudjelovao u Narodnoj glazbi i od 1897. bio predsjednik tj. Starješina Hrvatskog sokola. Participirao je i u političkom životu, te je na izborima za Općinsko vijeće 6. rujna 1897. izabran za jednog od prisjednika. Kasnije je, kao prvi općinski prisjednik, zamjenjivao načelnika dr. Vicka Mihaljevića, da bi nakon njegove smrti 1911., kratko vrijeme obnašao dužnost načelnika (do 1912.). Kada je općinska uprava iskazala panslavističko oduševljenje i simpatije prema akciji balkanskih naroda protiv Turske, austrijske vlasti raspustile su upravu i za upravitelja postavile komesara dr. Teodora Šporna.
Vinko je nastavio aktivno sudjelovati kao predsjednik odbora Crvenog križa balkanskih zemalja i prikupljao pomoć borcima u ratu koji su vodile Srbija, Bugarska, Grčka i Crna Gora protiv Turske.
Početkom 1913. održani su novi izbori za Općinsko vijeće, nakon kojih je 26. travnja izabrana nova općinska uprava. Katalinić je ponovno izabran za načelnika kao i svi prijašnji prisjednici, uključujući dr. Josipa Smodlaku, dr. Antu Trumbića, dr. Ivu Tartagliju, I. D. Ilića, dr. F. Prvana i dr. Gaju Bulata. Kada je počeo Prvi svjetski rat, počela su u Splitu masovna uhićenja i progoni narodnjaka, da bi naposljetku 13. kolovoza 1914. bila raspuštena splitska Općina.